# بوندری سیتی (ایندیانا)
بوندری سیتی (به انگلیسی: Boundary City) یک منطقهٔ مسکونی در ایالات متحده آمریکا است که در ایندیانا قرار دارد.